# Iwankowytschi
Iwankowytschi (ukrainisch Іванковичі; russisch Иванковичи Iwankowitschi) ist ein Dorf in der ukrainischen Oblast Kiew mit etwa 1000 Einwohnern (2001).

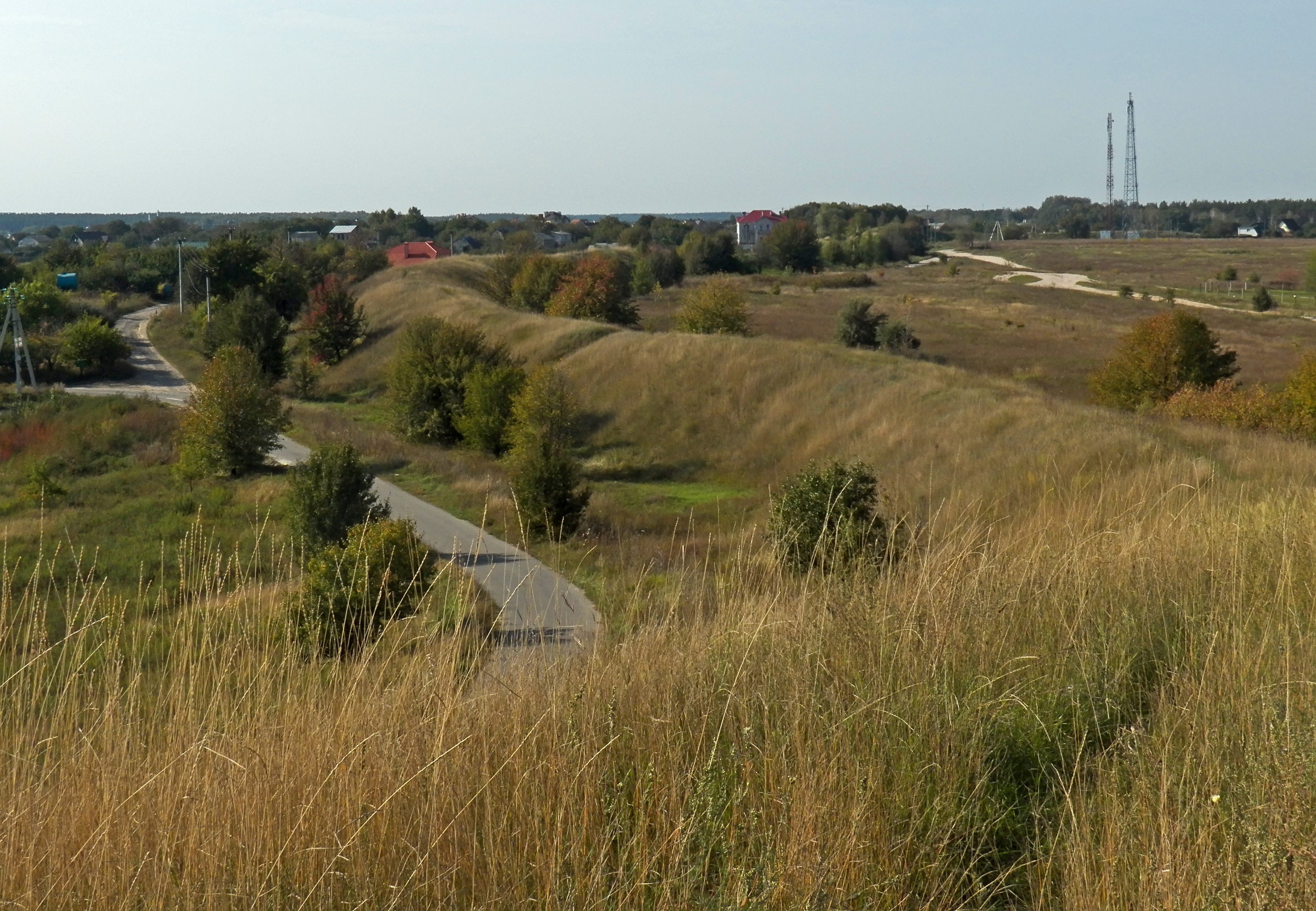
Schlangenwall bei Iwankowytschi

Das Dorf hieß bis 1947 Jankowytschi (Янковичі) und erhielt anschließend seinen heutigen Namen. Iwankowytschi liegt östlich der Fernstraße M 05 im Norden des Rajon Obuchiw, 18 km nordöstlich vom ehemaligen Rajonzentrum Wassylkiw und 31 km südwestlich vom Stadtzentrum der Hauptstadt Kiew.
Am 12. Juni 2020 wurde das Dorf ein Teil der neugegründeten Landgemeinde Feodossiwka, bis dahin bildete es die gleichnamige Landratsgemeinde Iwankowytschi (Іванковичівська сільська рада/Iwankowytschiwska silska rada) im Norden des Rajons Wassylkiw.
Am 17. Juli 2020 kam es im Zuge einer großen Rajonsreform zum Anschluss des Rajonsgebietes an den Rajon Obuchiw.